# Symphytum insulare
Symphytum insulare är en strävbladig växtart som först beskrevs av Pawl., och fick sitt nu gällande namn av Werner Rodolfo Greuter och Burdet. Symphytum insulare ingår i släktet vallörter, och familjen strävbladiga växter. Inga underarter finns listade i Catalogue of Life.